# Kenneth Arthur Noel Anderson

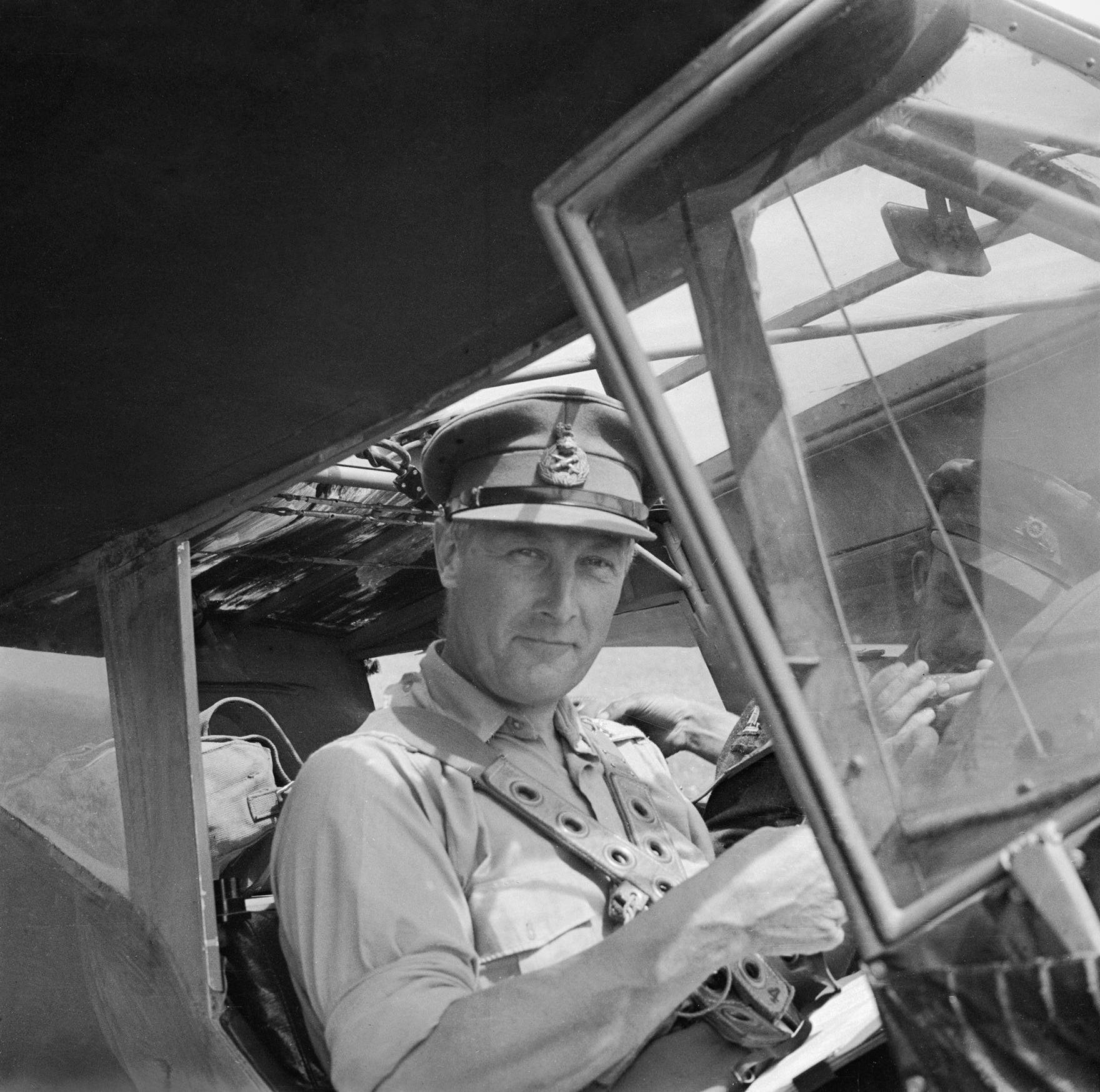
Generalleutnant Sir Kenneth Anderson (1943)

Sir Kenneth Arthur Noel Anderson KCB MC (* 25. Dezember 1891 in Madras, Britisch-Indien; † 29. April 1959 in Gibraltar) war ein britischer General und zuletzt Gouverneur von Gibraltar.

## Leben
Anderson absolvierte nach dem Besuch der Charterhouse School eine militärische Ausbildung an der Royal Military Academy Sandhurst und trat anschließend in das Regiment der Seaforth Highlanders ein. Während des Ersten Weltkrieges folgten Kampfeinsätze von 1914 bis 1916 an der Westfront und danach 1917 bis 1918 unter dem Befehl von General Edmund Allenby in Palästina.
Nach dem Ende des Ersten Weltkrieges wurde er Regimentsadjutant in der Territorial Army und besuchte das Command and Staff College im indischen Quetta sowie das Staff College Camberley. 1930 wurde er zum Oberstleutnant befördert und befehligte zeitweilig die britischen Truppen im Völkerbundsmandat für Palästina. Zwischenzeitlich wurde er auch als Kommandeur eines Bataillons der Seaforth Highlanders in der indischen Nordwest-Grenzprovinz eingesetzt und hierfür Mentioned in Despatches. Als Oberst übernahm er 1934 eine Brigade in Schottland.
Im Zweiten Weltkrieg befehligte er während des Westfeldzugs 1940 zunächst eine Brigade, während der Schlacht von Dünkirchen übernahm er vertretungsweise die 3. Division von Bernard Montgomery. Anschließend führte er in Großbritannien die 1. Division bei der Küstenverteidigung, wurde zum Generalleutnant befördert und hatte verschiedene Korpskommandos inne, bevor er im April 1942 Oberbefehlshaber des Eastern Command wurde. Im August 1942 wurde er zum Oberbefehlshaber der 1. Armee ernannt, die nach der Operation Torch im November 1942 die Führung der alliierten Streitkräfte in Nordwestafrika übernahm. In dieser Funktion nahm er am Tunesienfeldzug 1942/43 teil. Anschließend kehrte er nach Großbritannien zurück, wo er die 2. Armee und später wieder das Eastern Command führte. Im Dezember 1944 wurde er zum Oberkommandierenden des East Africa Command ernannt, was er bis 1946 blieb.
Sein letzter aktiver Dienstposten war der des Gouverneurs von Gibraltar, den er vom 8. Februar 1947 bis zum 23. April 1952 innehatte. Im Juni 1952 trat er nach Erreichen der Altersgrenze in den Ruhestand.